# Fairlawn (Ohio)
Pour les articles homonymes, voir Fairlawn.
Fairlawn est une ville américaine située dans le comté de Summit, dans l'Ohio. Selon le recensement de 2010, sa population est de 7 437 habitants.

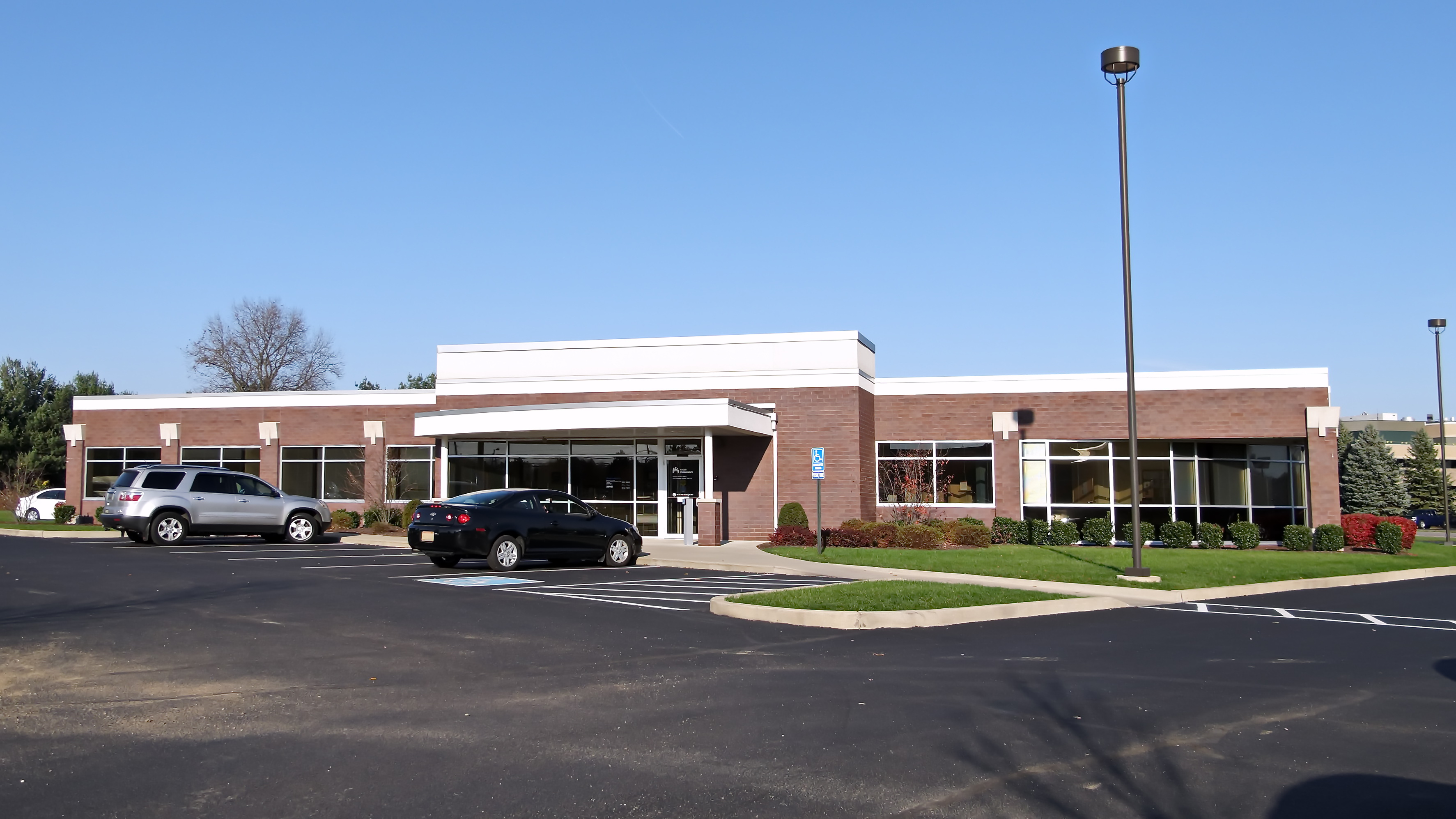
Cabinets médicaux à Fairlawn